# Stadio Nelson Oyarzún
Lo stadio Nelson Oyarzún è uno stadio di calcio che è stato inaugurato nel 1961 a Chillán, Cile, con una capacità massima di 12 000 spettatori.
Lo stadio è di proprietà del comune di Chillán e viene usato dalla squadra di Primera División, Ñublense. Nel 2007 è stato selezionato dalla FIFA per ospitare il Campionato mondiale femminile Under 20 di calcio 2008, e per rispettare gli standard FIFA, lo stadio è stato demolito e completamente ricostruito, e i posti a sedere sono diminuiti da 17 500 a 12 000. Lo stadio è stato reinaugurato il 2 novembre 2008.
Prende il nome dall'allenatore Ñublense, Nelson Oyarzún Arenas.